# Demonica
Demonica je bio dansko-američki thrash metal sastav.

## Povijest sastava
Osnovali su ga 2008. bivši gitarist Mercyful Fatea Hank Shermann i pjevač Klaus Hyr te su im se pridružili basist Marc Grabowski i članovi sastava Forbidden - gitarist Craig Locero i bubnjar Mark Hernandez. Svoj debitantski studijski album, nazvan Demonstrous objavili su 2010. godine pod izdavačkom kućom Massacre Records. Njihova glazba mješavina je europskog i Bay Area thrash metala.

## Članovi sastava
- Klaus Hyr — vokali
- Craig Locicero — gitara
- Hank Shermann — gitara
- Marc Grabowski — bas-gitara
- Mark Hernandez — bubnjevi

## Diskogarfija
Studijski albumi
- Demonstrous (2010.)

## Vanjske poveznice
- Službena stranica  Arhivirana inačica izvorne stranice od 1. ožujka 2010. (Wayback Machine)